# 4808 Ballaero
4808 Ballaero је астероид главног астероидног појаса чија средња удаљеност од Сунца износи 2,667 астрономских јединица (АЈ).
Апсолутна магнитуда астероида је 12,0.